# Angelo Passerini
Angelo Luigi Passerini (Brescia, 26 novembre 1853 – Brescia, 7 gennaio 1940) è stato un imprenditore e politico italiano.
Grande proprietario terriero del bresciano ha partecipato fin da giovane alla vita politica della sua città e nazionale. È stato consigliere comunale a Brescia, Bovezzo, Casto, Manerbio, San Gervasio, Soprazocco e Vestone, consigliere provinciale e membro della deputazione provinciale di Brescia. Oltremodo attivo nelle opere assistenziali e nell'attivismo civile in periodo di guerra, all'avvento di Mussolini al potere decide di sostenere il nuovo corso fascista dello Stato.